# Primera Divisió (2000/2001)
Primera Divisió 2000/2001 był to 6. sezon andorskiej pierwszej klasy rozgrywkowej w piłce nożnej. Brało w niej udział 8 zespołów, które grały ze sobą systemem „każdy z każdym”. Mistrzowskiego tytułu nie obroniło Constel·lació Esportiva. Nowym mistrzem Andory zostało FC Santa Coloma, dla którego był to pierwszy tytuł mistrzowski w historii klubu. 

## Zasady rozgrywek
Osiem uczestniczących drużyn, grają mecze każdy z każdym w pierwszej fazie rozgrywek. W ten sposób odbywa się pierwszych 14 meczów. Następnie liga zostaje podzielona na dwie grupy po cztery zespoły. W obydwóch grupach drużyny rozgrywają kolejne mecze – dwukrotnie (mecz i rewanż) z każdą z drużyn ze znajdujących się w jej macierzystej połówce tabeli. W ten sposób każda z drużyn rozgrywa kolejnych sześć meczów, a punkty i bramki zdobyte w pierwszej fazie są brane pod uwagę w fazie drugiej. Górna połówka tabeli walczy o mistrzostwo Andory oraz kwalifikacje do rozgrywek europejskich, natomiast dolna połówka broni się przed spadkiem. Do niższej ligi spada bezpośrednio ostatnia drużyna.

## Drużyny
| Uczestnicy poprzedniej edycji                                                                                 | Uczestnicy poprzedniej edycji | Uczestnicy poprzedniej edycji | Uczestnicy poprzedniej edycji |
| --- | ----------------------------- | ----------------------------- | ----------------------------- |
| SFC | FC Santa Coloma               | 2                             |                               |
| INT | Inter Club d’Escaldes         | 3                             |                               |
| ENC | FC Encamp                     | 4                             |                               |
| SJU | UE Sant Julià                 | 5                             |                               |
| PRI | CE Principat                  | 6                             |                               |
| SCE | Sporting Club d’Escaldes      | 7                             |                               |
| |                               |                               |                               |
| LUS | FC Lusitanos                  |                               |                               |
| MAS | Deportivo La Massana          |                               |                               |
| Oznaczenia: - kolumna pierwsza – skróty nazw drużyn, - kolumna trzecia – miejsce zajęte w poprzednim sezonie. |                               |                               |                               |

## Stadiony
Wszystkie drużyny grające w Primera Divisió rozgrywały wszystkie spotkania ligowe na Estadi Comunal d'Aixovall w Aixovall.

## Pierwsza runda

### Tabela
| Lp. | Drużyna                  | M  | Z  | R | P | Bramki | Bramki | Różn. | Pkt | Uwagi                               |
| --- | ------------------------ | -- | -- | - | - | ------ | ------ | ----- | --- | ----------------------------------- |
| 1   | UE Sant Julià            | 14 | 12 | 0 | 2 | 47     | 16     | +31   | 36  | Kwalifikacja do grupy mistrzowskiej |
| 2   | FC Santa Coloma          | 14 | 9  | 4 | 1 | 29     | 14     | +15   | 31  | Kwalifikacja do grupy mistrzowskiej |
| 3   | Inter Club d’Escaldes    | 14 | 5  | 4 | 5 | 25     | 22     | +3    | 19  | Kwalifikacja do grupy mistrzowskiej |
| 4   | CE Principat             | 14 | 5  | 4 | 5 | 20     | 24     | −4    | 19  | Kwalifikacja do grupy mistrzowskiej |
| 5   | FC Encamp                | 14 | 5  | 3 | 6 | 25     | 29     | −4    | 18  | Kwalifikacja do grupy spadkowej     |
| 6   | FC Lusitanos             | 14 | 3  | 3 | 8 | 21     | 37     | −16   | 12  | Kwalifikacja do grupy spadkowej     |
| 7   | Deportivo La Massana     | 14 | 2  | 5 | 7 | 17     | 30     | −13   | 11  | Kwalifikacja do grupy spadkowej     |
| 8   | Sporting Club d’Escaldes | 14 | 1  | 5 | 8 | 21     | 33     | −12   | 8   | Kwalifikacja do grupy spadkowej     |

### Wyniki pierwszej rundy
| Gospodarz \ Gość         | MAS | ENC | SCE | INT | LUS | PRI | SFC | SJU |
| Deportivo La Massana     |     | 3:2 | 3:3 | 1:1 | 1:2 | 0:3 | 1:1 | 1:2 |
| FC Encamp                | 3:2 |     | 4:0 | 2:1 | 2:4 | 4:1 | 1:1 | 1:5 |
| Sporting Club d’Escaldes | 2:2 | 5:1 |     | 2:2 | 2:3 | 1:2 | 0:3 | 1:2 |
| Inter Club d’Escaldes    | 3:0 | 0:0 | 2:1 |     | 4:2 | 1:1 | 1:2 | 0:2 |
| FC Lusitanos             | 0:0 | 1:3 | 1:1 | 2:3 |     | 2:2 | 2:5 | 0:3 |
| CE Principat             | 0:1 | 3:1 | 2:2 | 2:1 | 2:1 |     | 0:0 | 0:6 |
| FC Santa Coloma          | 1:0 | 0:0 | 3:1 | 1:4 | 5:1 | 1:0 |     | 5:3 |
| UE Sant Julià            | 7:2 | 3:1 | 3:0 | 4:2 | 4:0 | 3:2 | 0:1 |     |

Źródło: RSSSF
Objaśnienia:
1Drużyna gospodarzy jest wymieniona po lewej stronie tabeli.
Kolory: zielony – zwycięstwo gospodarzy, żółty – remis, różowy – zwycięstwo gości.

## Druga runda

### Grupa mistrzowska
| Lp. | Drużyna                | M | Z | R | P | Bramki | Bramki | Różn. | Pkt | Uwagi                                |
| --- | ---------------------- | - | - | - | - | ------ | ------ | ----- | --- | ------------------------------------ |
| 1   | FC Santa Coloma (M, P) | 6 | 4 | 1 | 1 | 15     | 6      | +9    | 24  | Puchar UEFA • I runda kwalifikacyjna |
| 2   | UE Sant Julià          | 6 | 3 | 1 | 2 | 11     | 7      | +4    | 22  | Puchar Intertoto • I runda           |
| 3   | Inter Club d’Escaldes  | 6 | 1 | 2 | 3 | 5      | 11     | −6    | 12  |                                      |
| 4   | CE Principat           | 6 | 1 | 2 | 3 | 4      | 11     | −7    | 12  |                                      |

### Grupa spadkowa
| Lp. | Drużyna                  | M | Z | R | P | Bramki | Bramki | Różn. | Pkt | Uwagi                    |
| --- | ------------------------ | - | - | - | - | ------ | ------ | ----- | --- | ------------------------ |
| 5   | FC Lusitanos             | 6 | 4 | 2 | 0 | 14     | 5      | +9    | 19  |                          |
| 6   | Sporting Club d’Escaldes | 6 | 4 | 0 | 2 | 14     | 6      | +8    | 16  |                          |
| 7   | FC Encamp                | 6 | 1 | 2 | 3 | 9      | 12     | −3    | 12  |                          |
| 8   | Deportivo La Massana (S) | 6 | 0 | 2 | 4 | 5      | 19     | −14   | 7   | Spadek do Segona Divisió |

### Wyniki drugiej rundy

#### Grupa mistrzowska
| Gospodarz \ Gość      | INT | PRI | SFC | SJU |
| Inter Club d’Escaldes |     | 2:0 | 2:3 | 0:0 |
| CE Principat          | 1:1 |     | 1:1 | 0:1 |
| FC Santa Coloma       | 1:0 | 5:0 |     | 1:3 |
| UE Sant Julià         | 6:0 | 1:2 | 0:4 |     |

Źródło: RSSSF
Objaśnienia:
1Drużyna gospodarzy jest wymieniona po lewej stronie tabeli.
Kolory: zielony – zwycięstwo gospodarzy, żółty – remis, różowy – zwycięstwo gości.

#### Grupa spadkowa
| Gospodarz \ Gość         | MAS | ENC | SCE | LUS |
| Deportivo La Massana     |     | 2:5 | 0:3 | 1:1 |
| FC Encamp                | 0:0 |     | 1:2 | 1:1 |
| Sporting Club d’Escaldes | 4:1 | 4:1 |     | 0:1 |
| FC Lusitanos             | 6:1 | 3:1 | 2:1 |     |

Źródło: RSSSF
Objaśnienia:
1Drużyna gospodarzy jest wymieniona po lewej stronie tabeli.
Kolory: zielony – zwycięstwo gospodarzy, żółty – remis, różowy – zwycięstwo gości.